# Carum jahandiezii
Carum jahandiezii là một loài thực vật có hoa trong họ Hoa tán. Loài này được Litard. & Maire mô tả khoa học đầu tiên năm 1925.